# Московска губерния
Московска губерния (на руски: Московская губерния) е губерния на Руската империя и Съветска Русия, съществувала от 1708 до 1929 година. Разположена е в централната част на Европейска Русия, а столица е град Москва. Към 1897 година населението ѝ е около 2,4 милиона души, почти изцяло руснаци (97,6%).
Тя е една от първите губернии, създадени при голямата административна реформа на Петър I през 1796 година, замествайки дотогавашния Московски уезд. В края на XVIII век територията ѝ е значително намалена с обособяването на нови губернии. През 1929 година е обединена с Тулска, Тверска и Рязанска губерния в Централно-промишлена област.